# ヤコビ行列
多変数微分積分学およびベクトル解析におけるヤコビ行列（ヤコビぎょうれつ、英: Jacobian matrix）あるいは単にヤコビアンまたは関数行列（かんすうぎょうれつ、独: Funktionalmatrix）は、一変数スカラー値関数における接線の傾きおよび一変数ベクトル値函数の勾配の、多変数ベクトル値関数に対する拡張、高次元化である。名称はカール・グスタフ・ヤコブ・ヤコビに因む。多変数ベクトル値関数 f のヤコビ行列は、f の各成分の各軸方向への方向微分を並べてできる行列で
{\displaystyle J_{f}=D_{x}f={\frac {\partial f}{\partial x}}={\begin{bmatrix}{\cfrac {\partial f_{1}}{\partial x_{1}}}&\cdots &{\cfrac {\partial f_{1}}{\partial x_{n}}}\\\vdots &\ddots &\vdots \\{\cfrac {\partial f_{m}}{\partial x_{1}}}&\cdots &{\cfrac {\partial f_{m}}{\partial x_{n}}}\end{bmatrix}}\quad \left(f={\begin{bmatrix}f_{1}(x_{1},\ldots ,x_{n})\\\vdots \\f_{m}(x_{1},\ldots ,x_{n})\end{bmatrix}}\right)}
のように表される。
ヤコビ行列の行列式は、ヤコビ行列式 (英: Jacobian determinant) あるいは単にヤコビアンと呼ばれる。ヤコビ行列式は変数変換に伴う面積要素や体積要素の無限小変化の比率を符号つきで表すもので、しばしば重積分の変数変換に現れる。
これらは多変数微分積分学、多様体論などで基本的な役割を果たすほか、最適化問題等の応用分野でも重要な概念である。

## 定義
D を n 次元ユークリッド空間 Rn の開集合とし、f を D 上で定義され、Rm に値を取る C1 級関数とする。
点 p ∈ D における f のヤコビ行列は、
{\displaystyle {\frac {\partial f}{\partial x}}(p)={\begin{bmatrix}{\cfrac {\partial f_{1}}{\partial x_{1}}}(p)&\cdots &{\cfrac {\partial f_{1}}{\partial x_{n}}}(p)\\\vdots &\ddots &\vdots \\{\cfrac {\partial f_{m}}{\partial x_{1}}}(p)&\cdots &{\cfrac {\partial f_{m}}{\partial x_{n}}}(p)\end{bmatrix}}}
なる m × n 行列をいう。これをしばしば Jf(p) や Df(p) あるいは ∂f/∂x = ∂(f1, …, fm)/∂(x1, …, xn), Df/Dx = D(f1, …, fm)/D(x1, …, xn) などと表す。
m = n の場合、ヤコビ行列は正方行列となり、その行列式を考えることができる。ヤコビ行列の行列式 |Jf| をヤコビ行列式、関数行列式あるいは簡単にヤコビアンと呼ぶ。ヤコビ行列式も |Jf|, |Df(p)| あるいは |∂f/∂x| = |∂(f1, …, fm)/∂(x1, …, xn)|, |Df/Dx| = |D(f1, …, fm)/D(x1, …, xn)| などとも書かれる。

## 性質
ヤコビ行列は、実関数に関する微分係数および導函数の自然な拡張となっている。つまり、n = m = 1 のとき、(1, 1)-型行列とその唯一の成分である実数とを同一視することにより、ヤコビ行列の概念は微分係数および導函数の概念に一致する。
f が点 p において任意の偏微分を持つならば p においてヤコビ行列は存在する。しかし、f の偏微分可能性だけでは f の微分可能性は言えないから、ヤコビ行列が存在しても f は p において必ずしも全微分可能でない。
f が D 上の点 p で微分可能、すなわち
{\displaystyle \lim _{x\to p}{\dfrac {\|f(x)-f(p)-{\mathit {df}}(x-p)\|}{\|x-p\|}}=0}
なる線型写像 df が存在するとき、この線型写像 df の標準基底に関する表現行列は f の p におけるヤコビ行列 Jf(p) によって与えられる（すなわち、Rm のベクトルの各成分への射影 πi: Rm → R (i = 1, 2, ..., m ) に対して
{\displaystyle f_{i}:=\pi _{i}\circ f}
と書けば、点 x = p におけるヤコビ行列 Jf(p) は 
{\displaystyle {\bigg (}{\frac {\partial f_{i}}{\partial x_{j}}}{\bigg |}_{x=p}{\bigg )}_{i=1,\ldots ,m \atop j=1,\ldots ,n}}　
と書くことができる）。またこれは f が D の全域で微分可能であるとき、p に対して Jf (p) を対応させる写像 Jf: p ↦ Jf(p) は f の全微分であると言っても同じことである。
f が点 p において微分可能であるとき、点 p におけるヤコビ行列 Jf(p) は、x が p に十分近いとき
{\displaystyle f(x)=f(p)+J_{f}(p)(x-p)+o(\|x-p\|)}
なる関係を満足する（ここで o はランダウの記号）という意味で f の p における一次近似であり、接空間の間の線型写像とみなせる。この線型写像の合成は行列積と等価であり、g が f(p) を含む領域 E から Rl への関数であり、f (p ) において微分可能であるとき、
{\displaystyle J_{g\circ f}(p)=J_{g}(f(p))\cdot J_{f}(p)}
が成り立つ。これは、合成関数の微分に相当する。

### 逆関数の定理
ここでは、f が D 上で Ck 級 (k ≥ 1) であるとする。
m = n のとき、f の p におけるヤコビ行列は正方行列であるが、ヤコビ行列が正則行列である場合、f は 局所的に全単射となり、その逆関数は Ck 級であり、f (p ) でのヤコビ行列は Jf(p) の逆行列となる。
つまり、p を含むある領域 D' について、f の D' への制限
{\displaystyle h:=f|_{D'}\colon D'\to f(D')}
が Ck 級全単射で、
{\displaystyle J_{h^{-1}}(h(p))=(J_{h}(p))^{-1}}
となる。
一方、Jf(p) が退化している（階数が落ちる）場合には、以下の二つの状況がありうる。
- f は p のまわりで局所的に全単射だが、逆関数が f(p) にて微分不可能
例x3 は 0 付近で全単射だが、逆関数は 0 で微分不可能
- f は p のまわりで局所的にも全単射でない
例x2 は 0 付近で局所的にも全単射でない

この時、p を特異点、または臨界点という。ヤコビ行列及びヤコビアンは、特異点を見つけるのにしばしば用いられる。

## 多様体論におけるヤコビ行列
ここでは、多様体間の写像のヤコビ行列について述べる。
M, N をそれぞれ m 次元、n 次元の Ck (k ≥ 1) 多様体で、f をその間の Ck 級写像だとする。このとき、f の点 p ∈ M での微分 dfp は、点 p における M の接ベクトル空間 TpM と、点 f(p) における N の接ベクトル空間 Tf(p)N の間の線型写像となる。p のまわりの M の局所座標 {x1, …, xm} および f (p) のまわりの N の局所座標 {y 1, ..., yn} を定めると、それぞれの接ベクトル空間における基底が定まる。
この基底に関する dfp の表現行列を f の p におけるヤコビ行列と呼ぶ。
写像の微分は局所座標に依存しないが、ヤコビ行列は局所座標の選び方に依存する。ただし、同じ写像の、局所座標の選び方を変えたヤコビ行列同士は互いに共役である。
この定義は、冒頭の定義の拡張となっている。M = Rm（の開集合）、N = Rn とし、それぞれに自明な局所座標を選ぶことによって、冒頭の定義と一致する。

## 極座標系に関する具体例
ここでは、いくつかの極座標系から直交座標系への座標変換で、ヤコビアンがどのようになるか述べる。

### 円座標
円座標は、直交座標への座標変換 (x , y) = f(r , θ) = (r cos θ, r sin θ) を与えるから、ヤコビアンは
{\displaystyle |J_{f}|=\left|{\frac {\partial (x,y)}{\partial (r,\theta )}}\right|={\begin{vmatrix}\cos \theta &-r\sin \theta \\\sin \theta &r\cos \theta \end{vmatrix}}=r}
となる。従って、特異点は r = 0 となる点、即ち (0, θ) である。これは直交座標での (0, 0) を表す。

### 円柱座標
円柱座標は、直交座標への座標変換 (x, y, z) = f (r, θ, z) = (r cos θ, r sin θ, z) を与えるから、ヤコビアンは
{\displaystyle |J_{f}|={\begin{vmatrix}\cos \theta &-r\sin \theta &0\\\sin \theta &r\cos \theta &0\\0&0&1\end{vmatrix}}=r}
となる。従って、円座標のときと同じく、特異点は r = 0 となる点、即ち (0, θ, z) である。これは直交座標での (0, 0, z) すなわち z–軸を表す。

### 球座標
球座標は、直交座標への座標変換 (x, y, z) = f (r, θ, φ) = (r sinθcosφ, r sinθsinφ, r cosθ) を与えるから、ヤコビアンは
{\displaystyle |J_{f}|={\begin{vmatrix}\sin \theta \cos \phi &r\cos \theta \cos \phi &-r\sin \theta \sin \phi \\\sin \theta \sin \phi &r\cos \theta \sin \phi &r\sin \theta \cos \phi \\\cos \theta &-r\sin \theta &0\end{vmatrix}}=r^{2}\sin \theta }
となる。従って、特異点は r = 0 または sin θ = 0 となる点、即ち (0, θ, φ) と (r, 0, φ), (r, π, φ) である。これは直交座標での (0, 0, 0), (0, 0, r), (0, 0, −r) すなわち z–軸を表す。